# Cincinalis ciliata
Cincinalis ciliata là một loài dương xỉ trong họ Dennstaedtiaceae. Loài này được Desv. mô tả khoa học đầu tiên năm 1811.
Danh pháp khoa học của loài này chưa được làm sáng tỏ. 